# Kératophyre

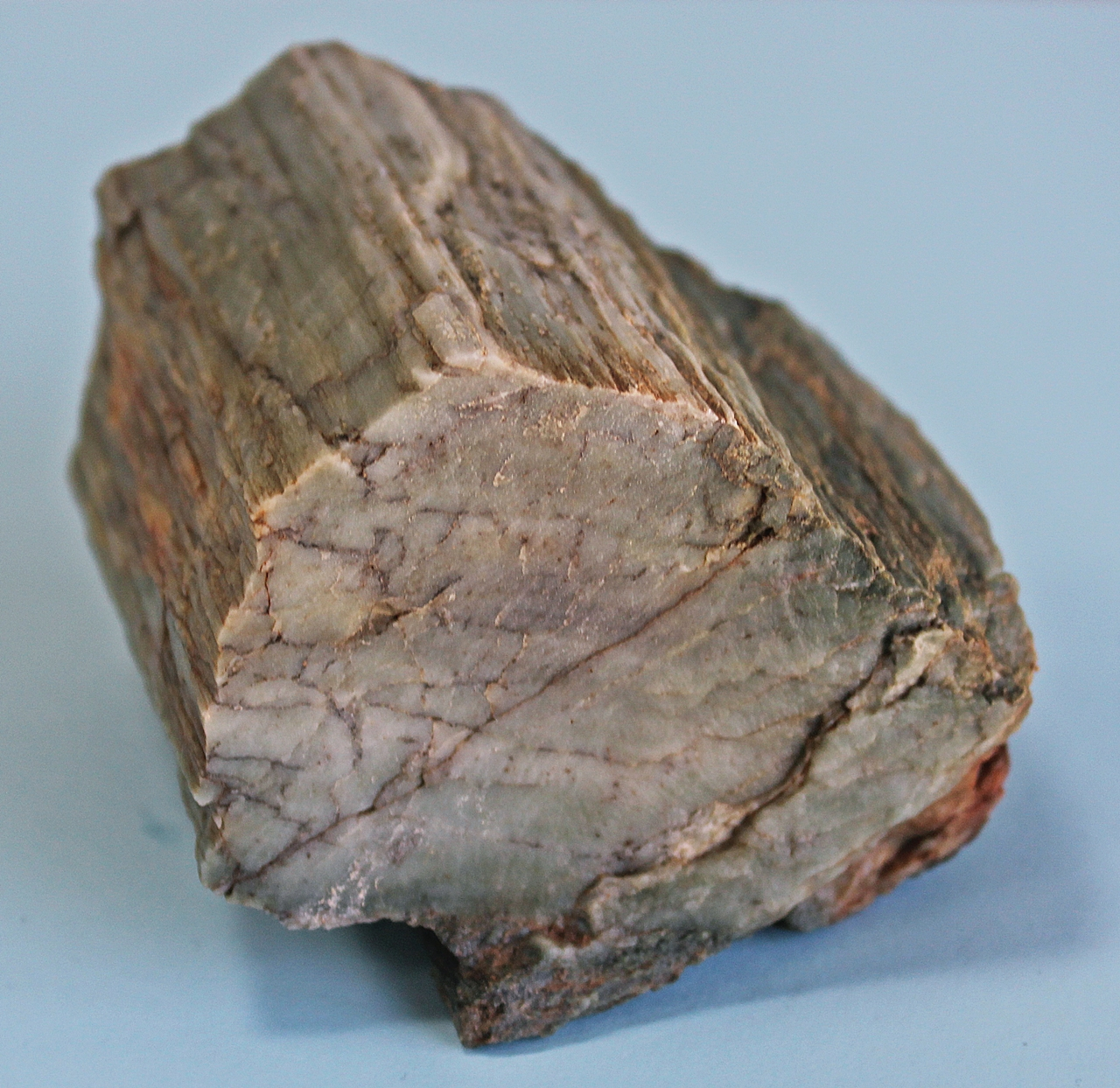
Roche kératophyre de la formation néoprotérozoïque de Hatat, Oman.

Une kératophyre est une roche volcanique acide composée principalement d'albite ou d'oligoclase. Elle est généralement associée aux séries basaltiques spillitiques (alcalines).